# Oxylepus
Oxylepus là một chi bọ cánh cứng trong họ Chrysomelidae.
Chi này được miêu tả khoa học năm 1884 bởi Desbrochers.

## Các loài
Các loài trong chi này gồm:
- Oxylepus cuneipennis (Spaeth, 1936)
- Oxylepus deflexicollis (Boheman, 1862)
- Oxylepus deflexicollis Boheman, 1862